# Йонкърс
Йонкърс (на английски: Yonkers) е град в щата Ню Йорк, САЩ.
Има площ от 52,60 km² и население от 200 807 жители (по оценка към 2016 г.), което го прави 4-тия по население град в щата Ню Йорк след градовете Ню Йорк, Бъфало и Рочестър.
Йонкърс граничи с район Бронкс на град Ню Йорк и е на 3 километра от друг негов район –Манхатън.
От 1962 година в Йонкърс е разположена Православната духовна семинария „Свети Владимир“.

## Известни личности
Родени в Йонкърс
- Джеймс Блейк (р. 1979), тенисист
- Джон Войт (р. 1938), актьор
- Даниъл Карлтън Гайдъшек (1923 – 2008), лекар
- Ди Ем Екс (1970 – 2021), рап изпълнител
- Пол Тътъл-старши (р. 1949), телевизионен водещ

## Побратимени градове
- Тернопол, Украйна